# Вежбяк (притока Качави)
Вежбяк (пол. Wierzbiak, нім. Weidelache)  — річка в Нижньосілезькому воєводстві Польщі. Права притока Качави (басейн Одри). Джерело в горах приблизно в 4 км від міста Стшеґом. Річка тече в основному через сільськогосподарські угіддя. Довжина річки сягає 46 км.
Витік річки в горах неподалік (4,5 км) на північний захід від центру Стшеґома. Поблизу Явора з'єднує кілька невеликих струмків, але лишається невеликою річкою.
Має базальтове кам'янисте дно.
У середньовіччі ця область містила золотоносні відкладення. В Міколайовицях була золоторудна шахта.

## Пам'ятки
Над річкою є наступні пам'ятк:
- В Гневомежі невелика церква, з залишками романського стилю.
- В селі Біскупиці, Кам'яний міст, відомий з часів Легницького князівства.
- Вище села Любінь палац у стилі маньєризму.
- У верхів'ях села Міржиці середньовічна вежа на площі, увінчана куполом в стилі бароко. У будівлі також є залишки готичного мистецтва.

## Притоки
- Хлоднік
- Хотала
- Калюжник
- Койшкувка
- Ледачий Потік
- Модзель
- Осика
- Ужевніца
- Копаніна

## Населені пункти
- Люборадж
- Скала
- Міржиці
- Любень
- Біскупиці
- Гневомеж
- Бартошув
- Легниця